# Eyvazkhanbeyli
Eyvazkhanbeyli est un village de la région d'Agdam en Azerbaïdjan.

## Histoire
En 1992-2020, Eyvazkhanbeyli était sous le contrôle des forces armées arméniennes. Le 20 novembre 2020, la région d'Agdam, y compris le village d'Eyvazkhanbeyli a été rétrocédée à l'Azerbaïdjan  conformément aux termes de la Déclaration tripartite du 10 novembre 2020, signée par les présidents azerbaïdjanais et russe et le premier ministre arménien.

## Économie
La principale occupation de la population est l'élevage et l'agriculture.